# Kretenzische wilde geit
De Kretenzische wilde geit, Kri-Kri (Grieks: κρι κρι) of Agrimi (Capra aegagrus cretica) wordt beschouwd als een verwilderde variant van de huisgeit (Capra aegagrus hircus). Eerder werd hij gezien als een ondersoort van de bezoargeit (Capra aegagrus), de voorouder van de huisgeit. De Kretenzische geit komt voornamelijk voor op het Griekse eiland Kreta.
Kretenzische wilde geiten hebben een lichtbruine vacht met een donkere band rond de nek. Ze worden 15 tot 40 kilogram zwaar. De bok heeft twee grote hoorns en een duidelijke sik. Bij vrouwtjes zijn de hoorns en de sik veel kleiner.
Het dier is te vinden op Kreta en enkele nabijgelegen Griekse eilandjes als Dia, Theodoru en Agii Pantes. Daar leeft het in de bergen, het liefst in rotsachtige streken begroeid met struiken, kreupelhout en naaldbossen begroeid met dennen en Italiaanse cipressen. De soort leeft van grassen, kruiden en bomen, waaronder de mastiekboom en de stekelige jeneverbes. In de zomer zijn de dieren overdag minder actief en vermijden ze direct zonlicht.
De bronst is tussen oktober en december en in april en mei. Na een draagtijd van 142 tot 153 dagen, worden de jonge geitjes (1 à 2 per worp) geboren. Het vrouwtje voedt de jongen op. De jonge geitjes wegen ongeveer 2 kilo bij de geboorte. Ze worden gespeend tussen de drie en de vier en een halve maand. Bokken worden na 12 maanden seksueel volwassen, vrouwtjes na 10 tot 11 maanden. Bokken worden meer dan 10 jaar oud. Bij vrouwtjes is het sterftecijfer hoger en de bereikte leeftijd lager.
Er zijn nooit fossielen gevonden van bezoargeiten op Kreta. Waarschijnlijk werd de soort door de mens geïntroduceerd in het Neolithicum of later, tijdens de Minoïsche beschaving. De soort is uitgegroeid tot een symbool van het eiland. Hij wordt echter bedreigd door kruisingen met tamme geiten, jacht en toerisme. De Rode Lijst van de IUCN beschouwt de soort als kwetsbaar.

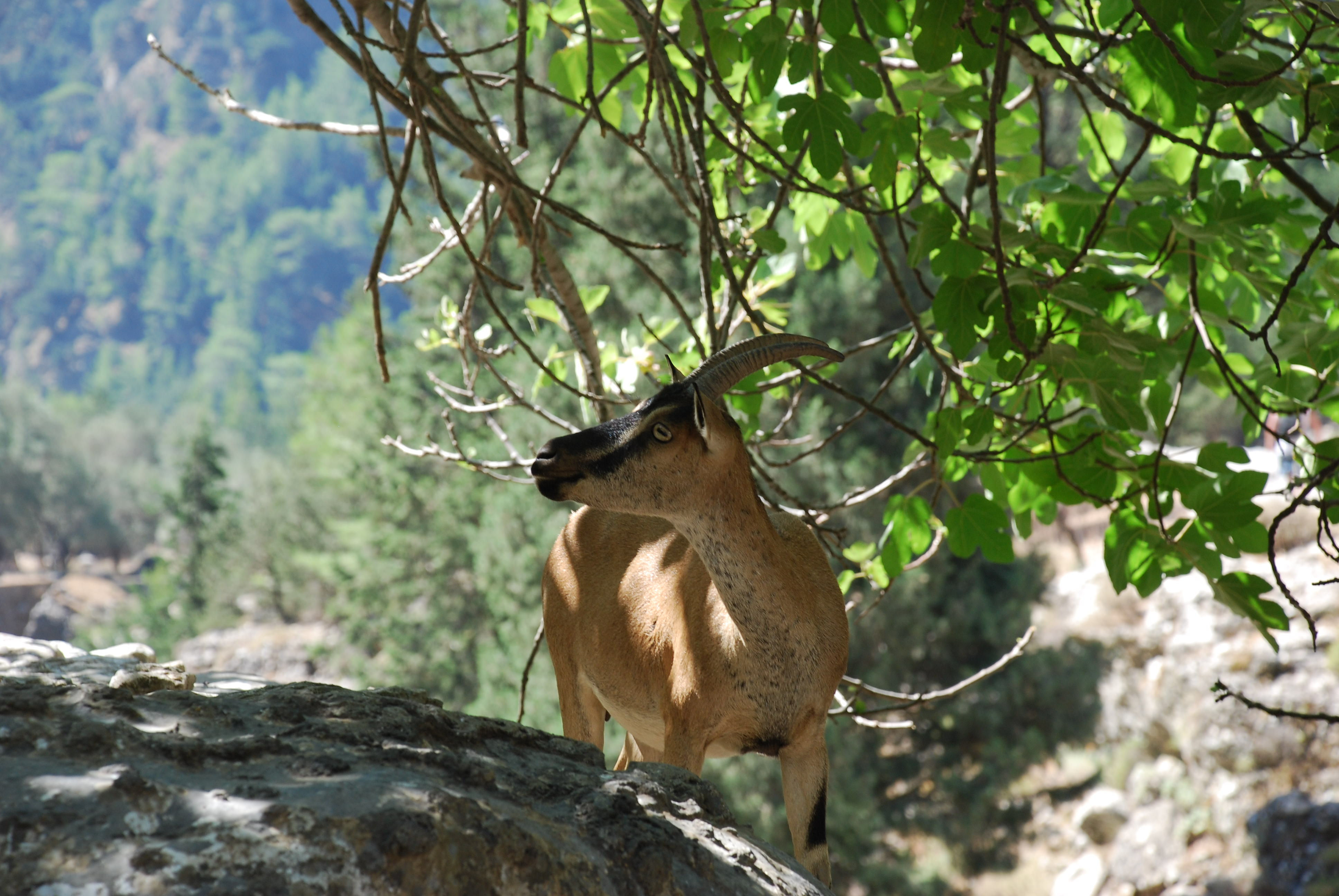
Vrouwtje
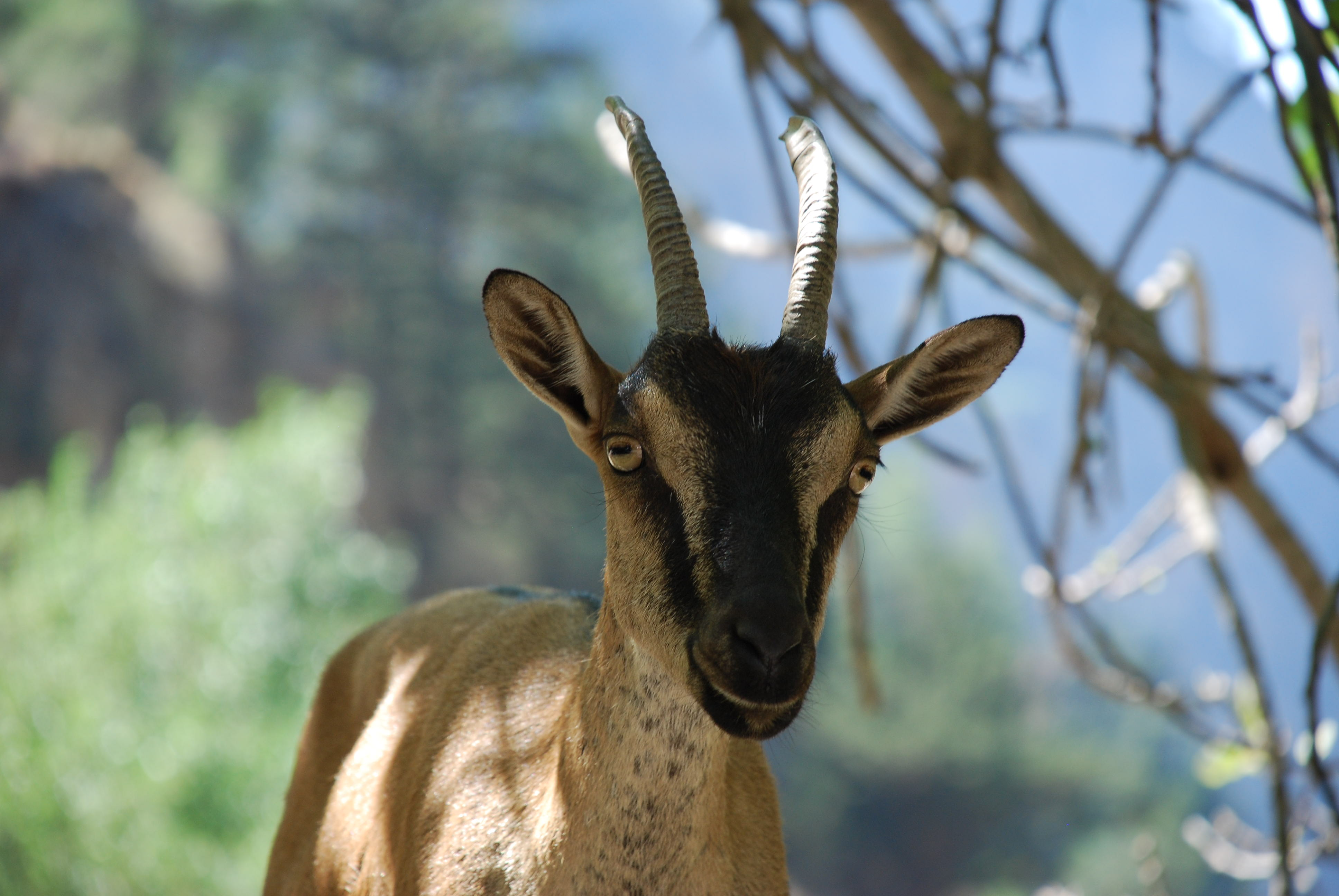
Close-up, Samariakloof - Kreta